# Кисела Бања
Кисела Бања (алб. Sallabajë) је насељено место у општини Подујево, Косово и Метохија, Република Србија.
У селу постоје остаци цркве за коју се верује да је гроб Милоша Обилића. Албанци је зову Kisha a Milloshit.

## Демографија
| Демографија | Демографија | Демографија |
| Година      | Становника  | Становника  |
| ----------- | ----------- | ----------- |
| 1948.       | 286         |             |
| 1953.       | 303         |             |
| 1961.       | 348         |             |
| 1971.       | 416         |             |
| 1981.       | 481         |             |
| 1991.       | 518         |             |